# Charles Hay (16e comte de Kinnoull)
Charles William Harley Hay, 16e comte de Kinnoull (né le 20 décembre 1962), titré vicomte Dupplin jusqu'en 2013, est un pair héréditaire écossais et membre non affilié de la Chambre des lords, siégeant en tant que président du Comité de l'Union européenne.

## Biographie
Il fait ses études au Collège d'Eton et étudie la chimie à Christ Church, Oxford où il est externe. Avocat qualifié, admis au Barreau en 1990 (Middle Temple), il travaille pour le fournisseur d'assurance Hiscox pendant 25 ans. Il est également agriculteur dans le Perthshire.
Il succède à son père en tant que comte de Kinnoull après la mort de ce dernier le 7 juin 2013.
Le comte est élu pour siéger à la Chambre des lords lors d'une élection partielle entre pairs héréditaires le 4 février 2015 à la suite de la démission de Lady Saltoun d'Abernethy.
Le 19 mars 2015, il prononce son premier discours à la Chambre des Lords sur un rapport de la Commission Science et Technologie. En juin 2015, il est nommé membre du Comité restreint sur la mobilité sociale. En 2016, il siège au Comité spécial sur le projet de loi sur les syndicats. En mai 2016, il est nommé au comité restreint sur l'Union européenne et également au sous-comité de la justice. En septembre 2019, il devient président du Comité de l'Union européenne et vice-président principal des comités de la Chambre des lords et quitte les Crossbenchers et devient pair non affilié. Il occupe le poste de vice-président de la chambre depuis qu'il est devenu vice-président principal des comités.
En juin 2017, il est promu lieutenant-colonel et est commandant des Atholl Highlanders. Il est membre du Queen's Bodyguard for Scotland (Royal Company of Archers) depuis 2000. En janvier 2018, il est nommé lieutenant adjoint de Perth et Kinross.

## Famille
Il est le fils de William Hay (15e comte de Kinnoull) et d'Ann Lowson, fille de Denys Lowson (1er baronnet) (en).
En 2002, il épouse Clare, fille du juge de circuit William Hamilton Crawford, et son épouse, Marilyn Jean Colville. Le couple a quatre enfants:
- Alice Hay (née le 25 septembre 2003)
- Catriona Hay (née le 25 septembre 2003)
- Auriol Hay (née le 15 mars 2007)
- William Hay, vicomte Dupplin (né le 24 juin 2011)

## Activités caritatives
Le comte est président du Royal Caledonian Ball Trust, qui organise un bal annuel au profit d'organisations caritatives écossaises. Il est président du Red Squirrel Survival Trust, une fiducie pour la conservation de la faune. Il est également président de Culture Perth & Kinross, une fiducie gérant les musées et les bibliothèques.